# Doświadczenie Sterna-Gerlacha

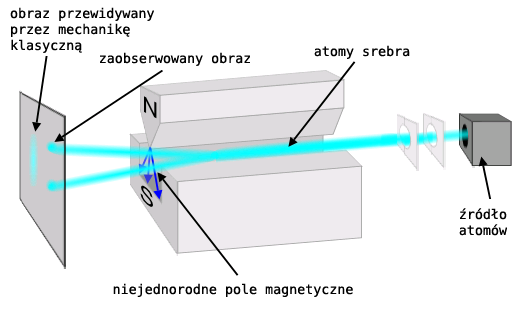
Doświadczenie Sterna-Gerlacha

Doświadczenie Sterna-Gerlacha – eksperyment przeprowadzony w początku XX wieku, będący dowodem na istnienie kwantowania momentu pędu.
Doświadczenie to w oryginalnej wersji polegało na przepuszczeniu wiązki atomów srebra przez niejednorodne pole magnetyczne i obserwacji obrazu wiązki na ekranie (np. kliszy fotograficznej).
Atomy srebra mają niezerowy własny moment pędu (spin) i związany z nim moment magnetyczny. Oddziaływanie tego momentu magnetycznego z zewnętrznym polem magnetycznym zmienia tor ruchu atomu. Zmiana ta zależy od orientacji wektora momentu pędu w przestrzeni, a dokładniej od wartości rzutu tego wektora na kierunek zewnętrznego pola. Ponieważ kierunki spinów atomów opuszczających piec są przypadkowe, to, zgodnie z mechaniką klasyczną, wartość tego rzutu może przyjąć dowolną wartość ograniczoną tylko przez wartość (długość wektora) momentu magnetycznego. Tym samym odchylenie toru atomu może być dowolne, pomiędzy wartościami skrajnymi odpowiadającymi ustawieniom spinu równolegle i antyrównolegle do pola. Mechanika klasyczna przewiduje więc, że obraz wiązki na ekranie powinien być jedną plamą rozciągniętą wzdłuż kierunku pola magnetycznego.
Według mechaniki kwantowej przewidywany wynik eksperymentu jest inny: rejestracja położenia atomu na ekranie po przejściu przez magnes jest aktem pomiaru składowej momentu pędu {\displaystyle p_{z}} atomu w kierunku pola magnetycznego {\displaystyle {\vec {B}}=[0,0,B_{z}]} w magnesie, a pomiar taki może dać tylko pewną dyskretną wartość. W ogólności dla spinu s mamy 2s+1 możliwych wyników pomiaru. W wypadku cząstki o spinie s = 1/2 możliwe są więc dwa wyniki takiego pomiaru: zgodny z kierunkiem wektora {\displaystyle {\vec {B}}} i przeciwny do niego.
Według mechaniki kwantowej w eksperymencie z atomami srebra powinniśmy więc rejestrować atomy docierające tylko do dwóch punktów ekranu, w przypadku użycia wiązki atomów idealnie jednorodnej i o bardzo małych rozmiarach poprzecznych. W praktyce, ze względu na skończone rozmiary poprzeczne wiązki i nieunikniony rozrzut prędkości atomów otrzymuje się dwie odseparowane plamy.
Doświadczenie to wykonali po raz pierwszy w 1922 dwaj fizycy niemieccy: Otto Stern (1888-1969) i Walter Gerlach (1889-1979). Teoretyczne objaśnienie spinu oraz doświadczenia Sterna-Gerlacha podał w 1927 Wolfgang Pauli (równanie Pauliego), rozszerzając formalizm kwantowomechaniczny wprowadzony przez Schrödingera (równanie Schrödingera). Spin jest własnością wynikającą z relatywistycznej niezmienniczości praw fizyki, co pokazał w 1928 Paul Dirac (równanie Diraca).